# غیرفعال‌سازی کروموزوم ایکس

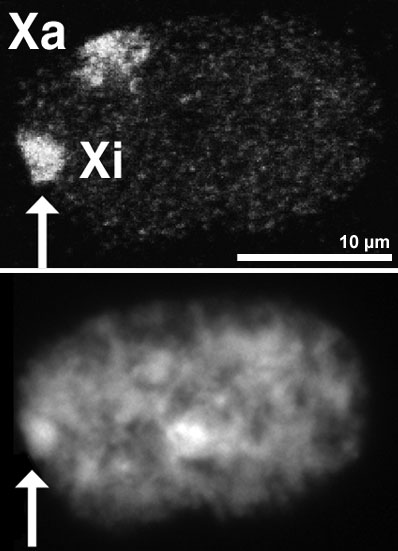
هسته سلول مؤنث، بالا: هر دو کروموزوم X توسط روش FISH قابل مشاهده‌اند.
پایین: همان هستهٔ سلول، پس از غیرفعال‌سازی کروموزوم X و ایجاد جسم بار

غیرفعال سازی کروموزوم ایکس (به انگلیسی: X-inactivation)، فرایندی است که طی آن یکی از نسخه‌های کروموزوم ایکس در پستانداران ماده، غیرفعال می‌شود. کروموزوم ایکس غیرفعال با بسته‌بندی شدن در یک ساختار غیرفعال از نظر رونویسی به نام هتروکروماتین محدود و غیرفعال می‌شود. از آن‌جا که تقریباً همهٔ پستانداران ماده دارای دو کروموزوم ایکس هستند، غیرفعال‌سازی این کروموزوم، از تولید دو برابری محصولات ژنی کروموزوم ایکس، جلوگیری می‌کند. این پدیده جهت قدردانی از تلاش‌های ماری اف لیون، متخصص ژنتیک انگلیسی، لیونیزاسیون نیز نامیده می‌شود).